# 布兰奇维尔 (南卡罗来纳州)
布兰奇维尔（英文：Branchville），是美国南卡罗来纳州下属的一座城市。城市类型是“Town”。其面积大约为3.14平方英里（8.14平方公里）。根据2010年美国人口普查，该市有人口1,024人，人口密度约为每平方 英里325.91人（约合每平方公里125.84人）。